# Adsız-udden
Adsız-udden (azerbajdzjanska: Adsız burnu) är en udde i Azerbajdzjan.   Den ligger i distriktet Baku, i den östra delen av landet, 24 kilometer norr om huvudstaden Baku.
Terrängen inåt land är platt. Runt Adsız-udden är det tätbefolkat, med 982 invånare per kvadratkilometer.. Närmaste större samhälle är Sumgait, 9,5 kilometer väster om Adsız-udden.